# Bentley S1
De Bentley S1 (initieel gewoon Bentley S) was een automodel van het Britse luxemerk Bentley dat van 1955 tot 1959 geproduceerd werd. De S1 was afgeleid van de Rolls-Royce Silver Cloud. Net als de Silver Cloud was de S-reeks het laatste model met een onafhankelijk chassis. Vanaf eind 1959 werd de Rolls-Royce/Bentley L-serie V8-motor gemonteerd en werd de naam gewijzigd in S2. Eind 1962 kregen de auto's een nieuwe voorkant met dubbele koplampen, resulterend in de S3. In 1965 werd de S3 vervangen door de Bentley T-series met een zelfdragende carrosserie.

## S1
De Bentley S1 werd in april 1955 geïntroduceerd. Net als bij de voorgaande Mark VI en R-type was er vrijwel geen verschil tussen de standaard Bentley- en Rolls-Royce-modellen, op de vorm van het radiatorrooster na. De S1 was leverbaar met een wielbasis van 3124 mm en vanaf 1957 ook met een verlengde wielbasis van 3226 mm.
De carrosserie van deze vijf- of zeszits sedan was vervaardigd uit geperst staal. De deuren, motorkap en het kofferdeksel waren van aluminium. De S1 beschikte in vergelijking met zijn voorganger, de R-type, over heel wat verbeteringen, waaronder een lagere carrosserie zonder aan hoofdruimte te moeten inboeten, een grotere kofferbak, een zachtere vering met elektrisch bediende achterdempers, een lichtere besturing en verbeterde remmen. Een automatische versnellingsbak met vier versnellingen was standaard, met de mogelijkheid om indien gewenst individuele verhoudingen te selecteren.
De Bentley S1 en de Rolls-Royce Silver Clould deelden de 4,9 liter zes-in-lijnmotor, een afstammeling van de motor die oorspronkelijk in de Rolls-Royce Twenty werd gebruikt van 1922 tot 1929. Vanaf 1957 werden dubbele carburateurs gebruikt, wat de S1 een topsnelheid van 166 km/u gaf en een acceleratie van 0-100 km/u die iets meer dan 13 seconden in beslag nam.

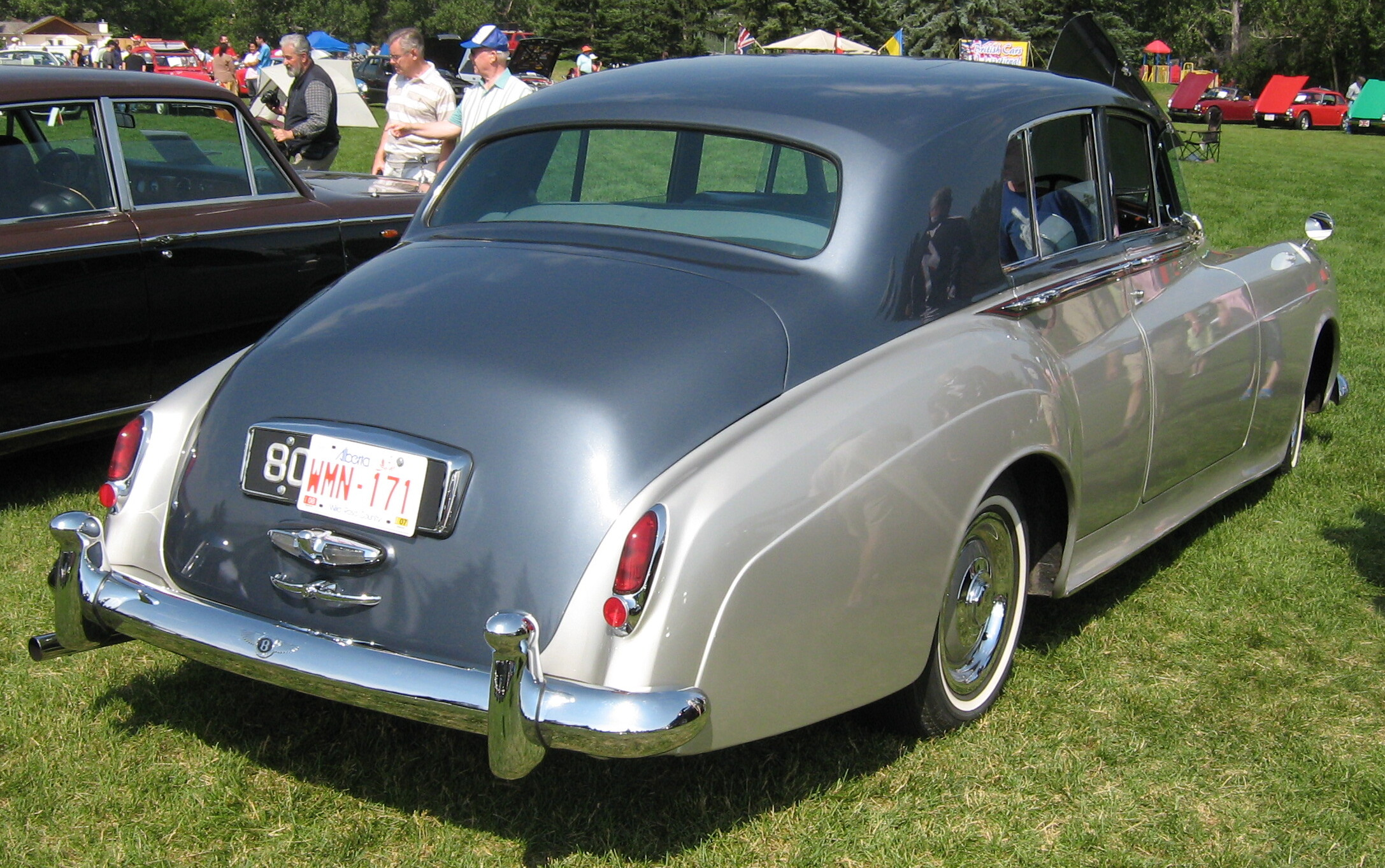
Bentley S1, achteraanzicht
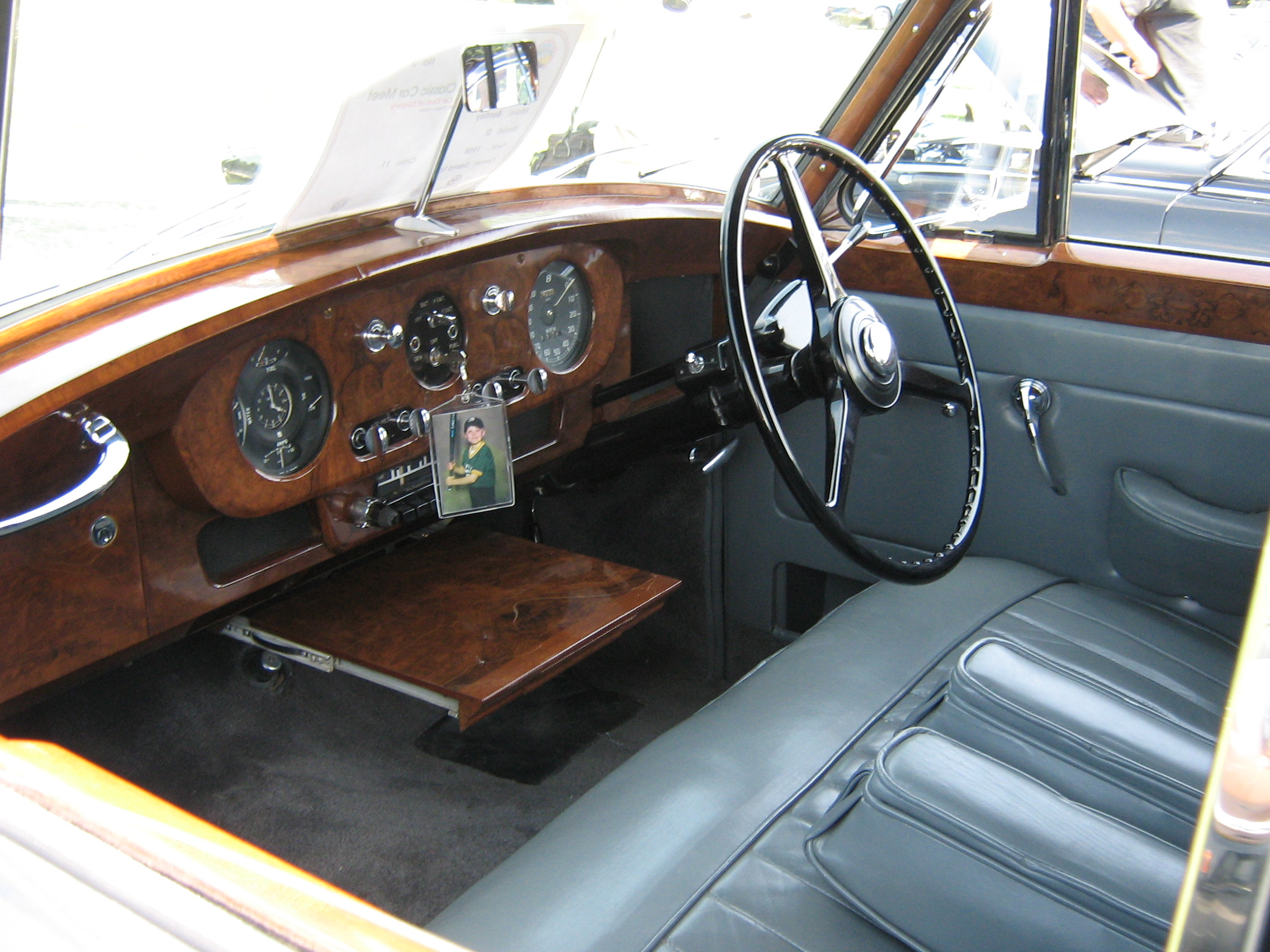
Bentley S1, interieur

## S1 Continental
Zes maanden na de introductie van de S1 bood Bentley ook een krachtigere versie aan, de Continental. Bentley leverde alleen het rollend chassis met motor. De carrosserieën, die lichter waren dan de standaard stalen carrosserie van de S1, werden op speciale bestelling gemaakt door onafhankelijke carrosseriebouwers. In opdracht van Bentley werd op het nieuwe chassis een pre-productie tweezits coupé ontworpen en gebouwd door Pininfarina.
De meeste S1 Continental-carrosserieën werden geleverd door H. J. Mulliner & Co. met 217 stuks. Mulliner produceerde zowel tweedeurs "Sport Saloon" hatchbacks als vierdeurs "Flying Spur" sedans en tweedeurs drophead coupés. Park Ward, een dochteronderneming van Rolls-Royce, produceerde coupé- en drophead coupé-carrosserieën. Andere carrosseriebouwers die één of meerdere carrosserieën voor de S1 Continental afleverden waren James Young, Hooper, Graber en Freestone & Webb.

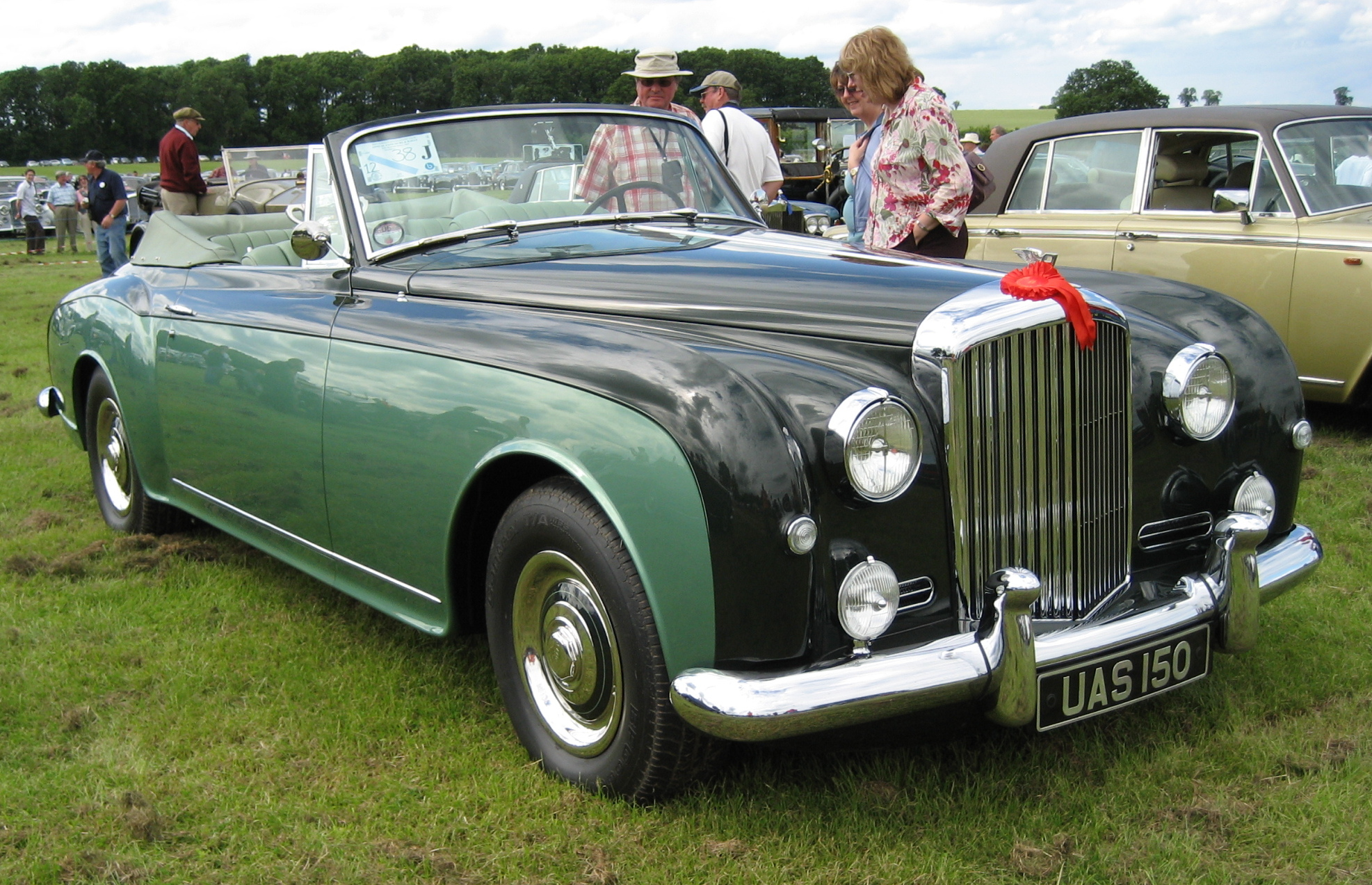
S1 Continental coupé van Park Ward
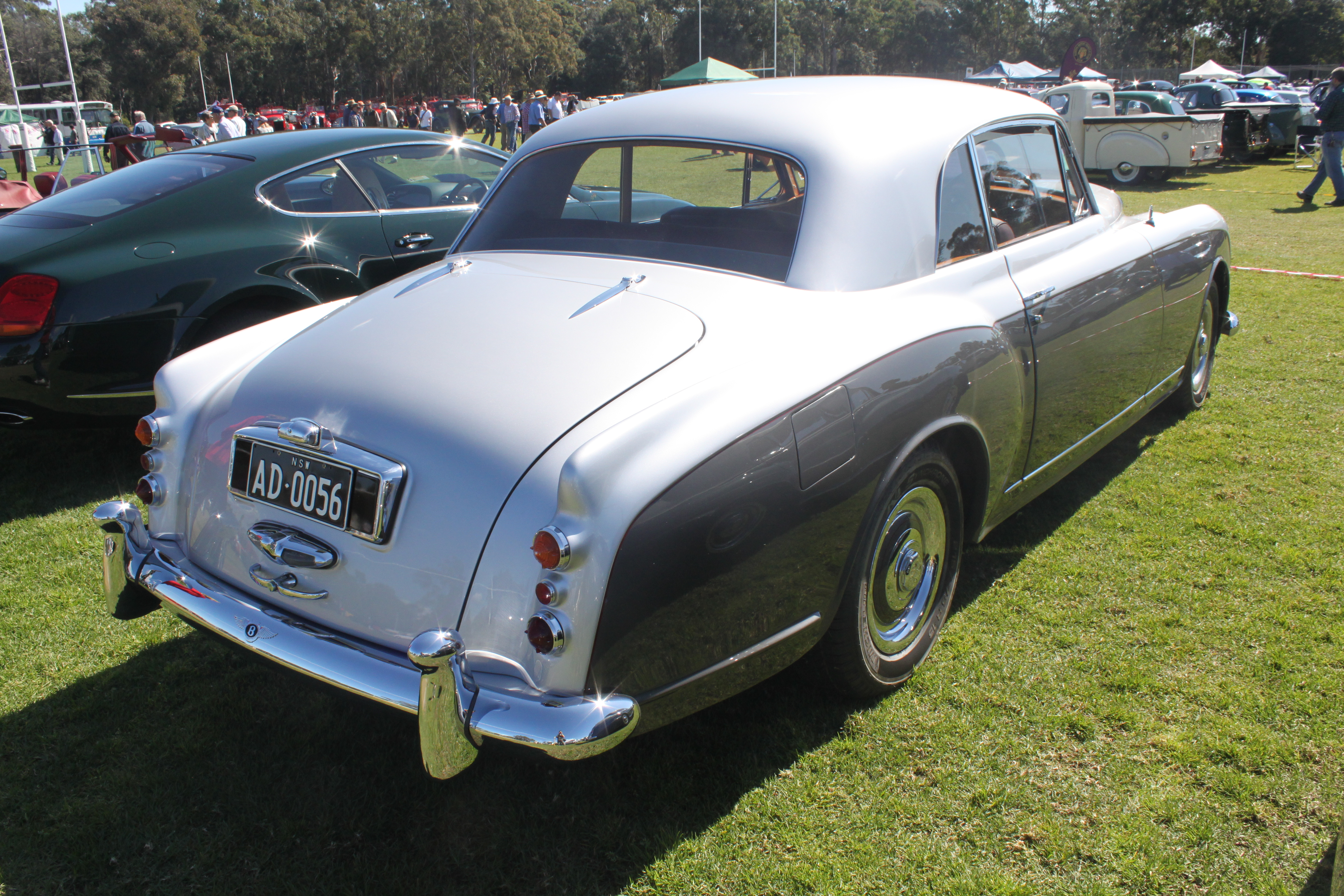
S1 Continental coupé van Park Ward, achteraanzicht
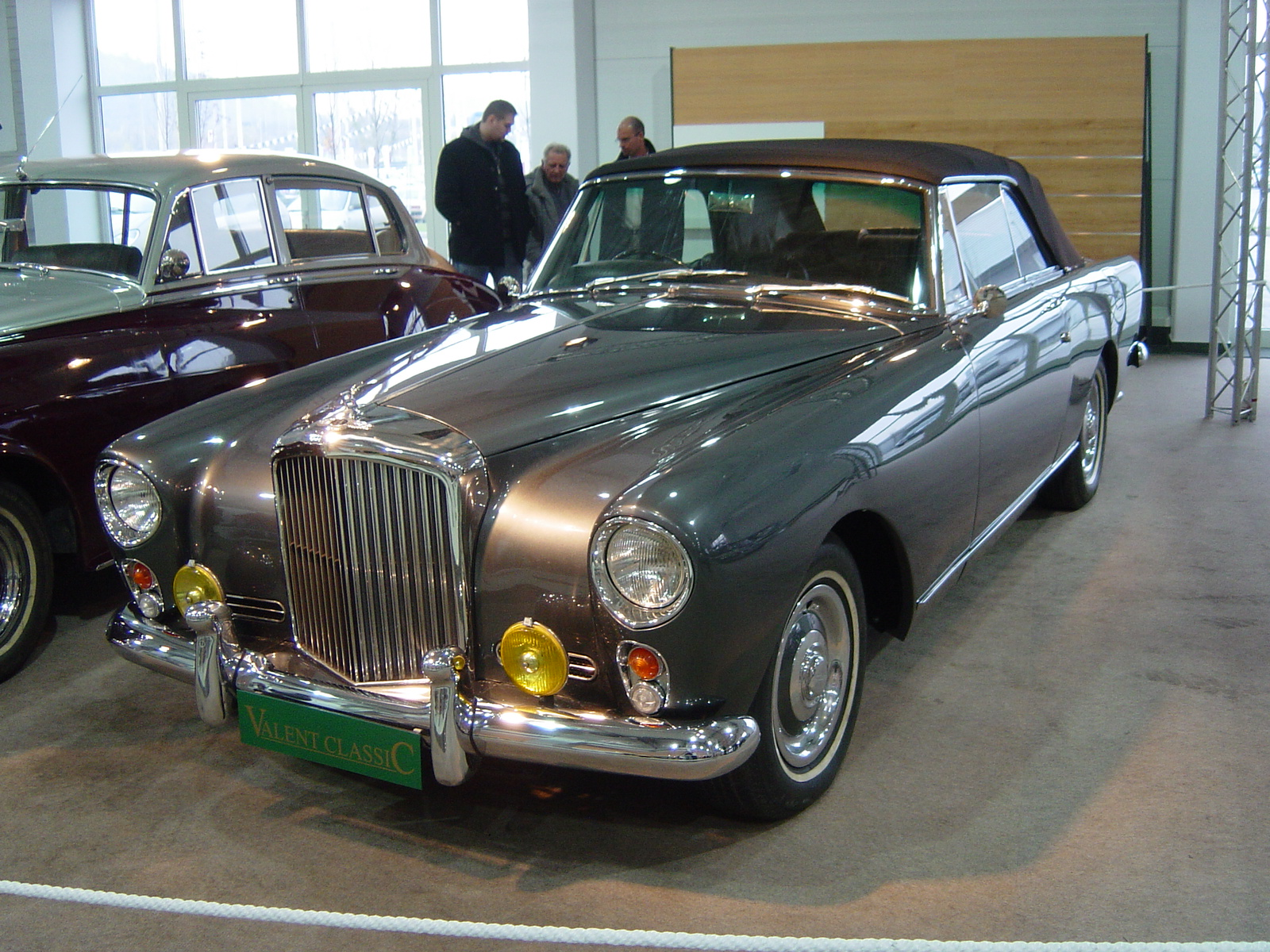
S1 Continental drophead coupé van HJ Mulliner
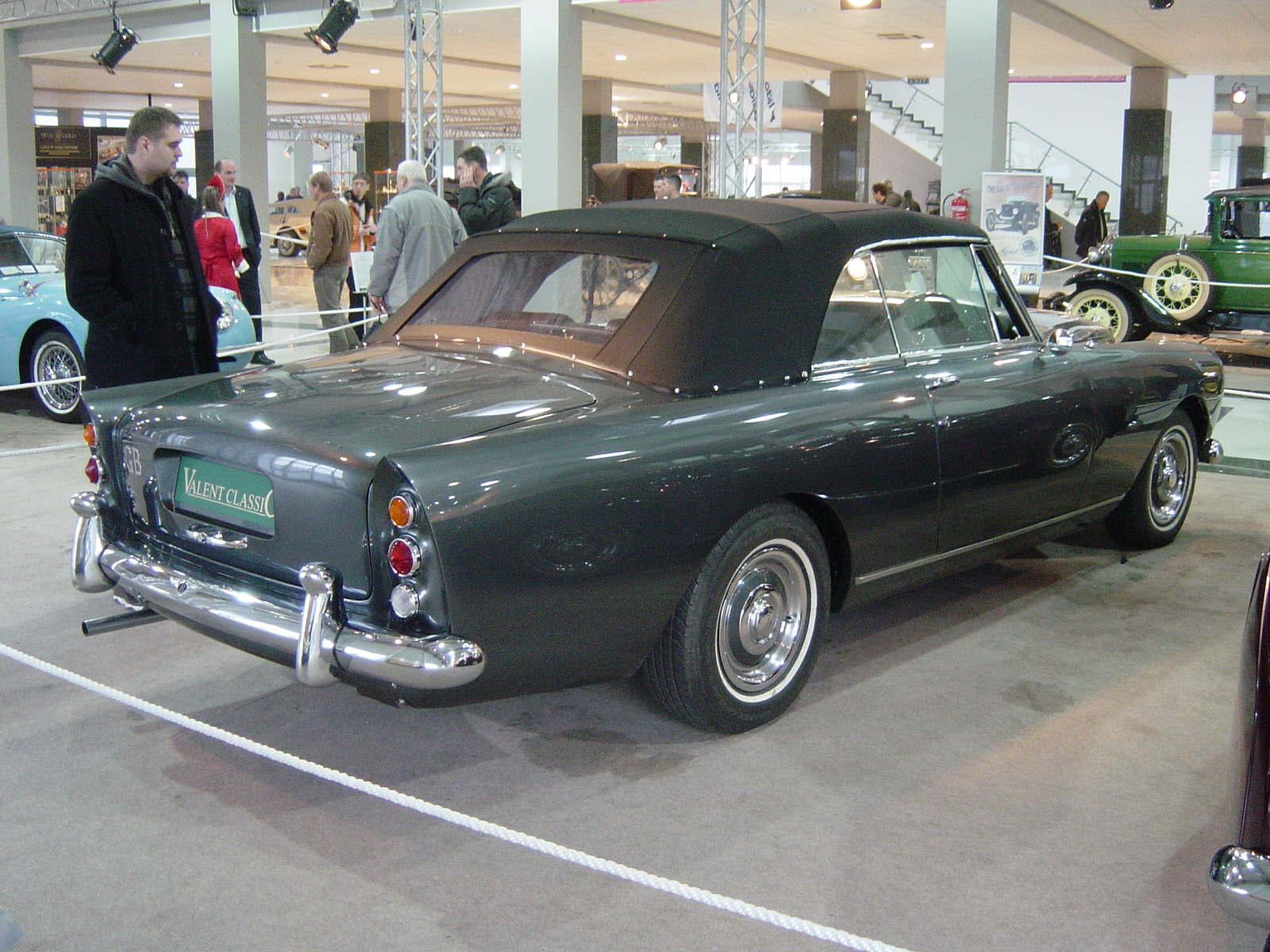
S1 Continental drophead coupé van HJ Mulliner, achteraanzicht
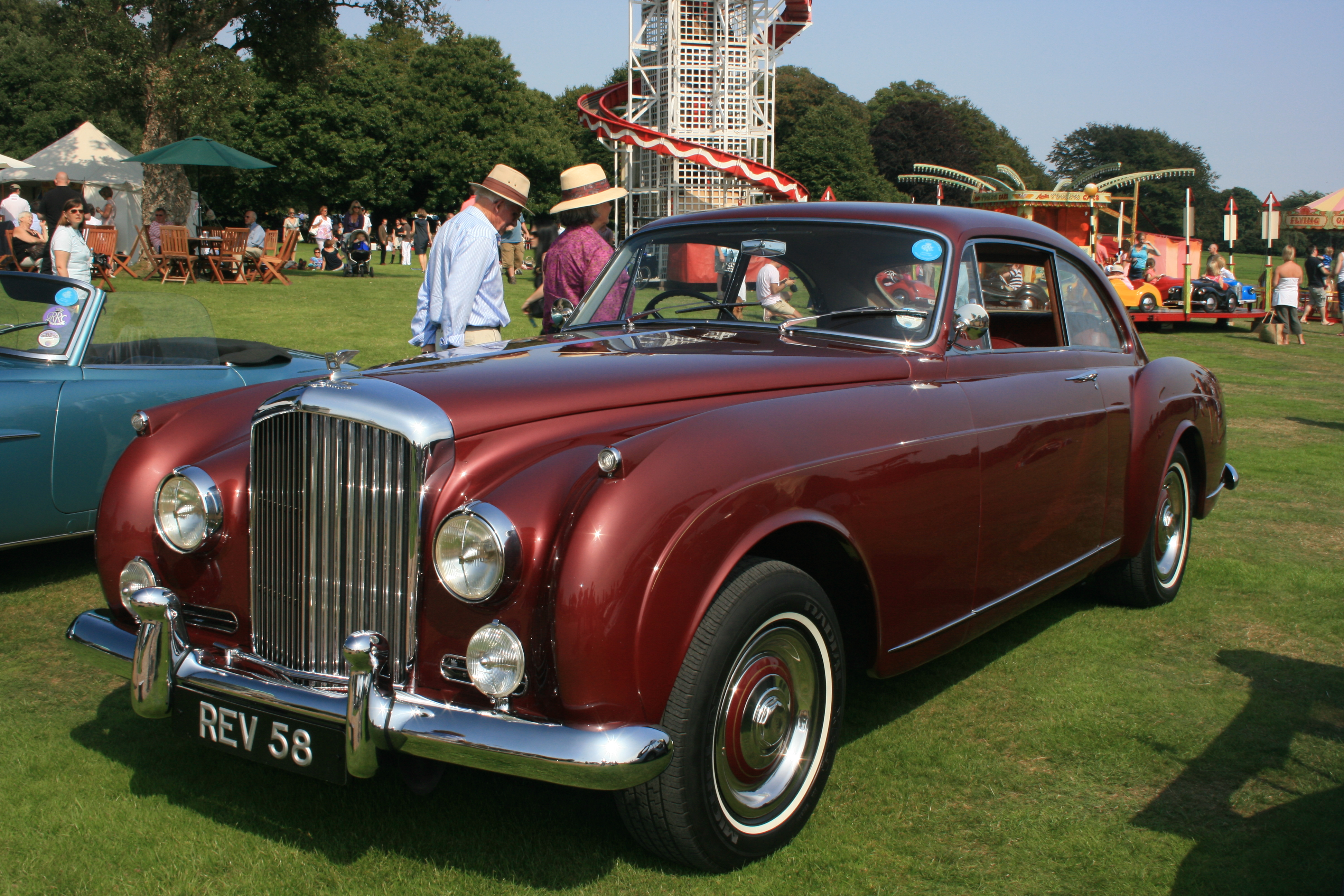
S1 Continental coupé van HJ Mulliner
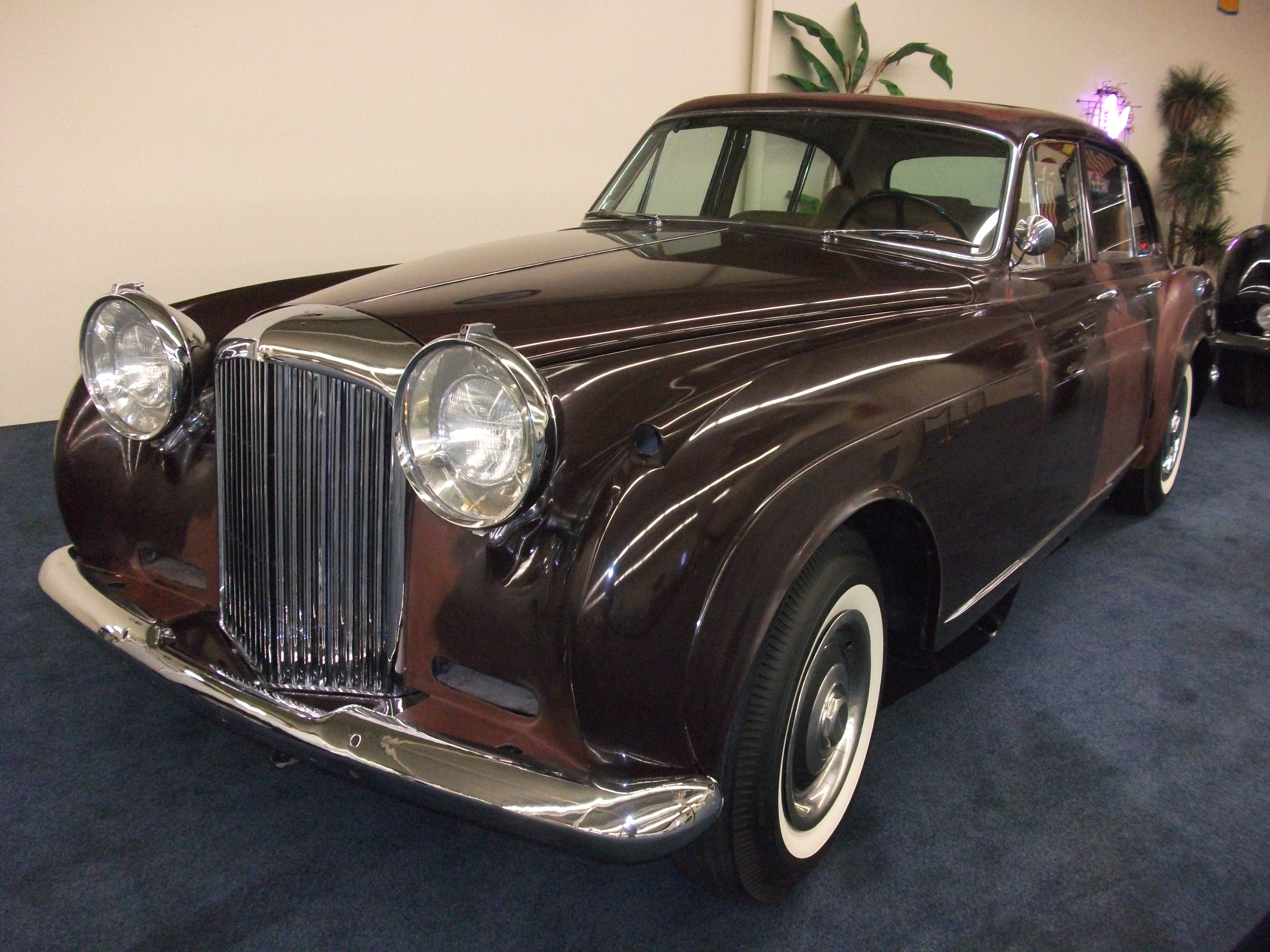
S1 Continental Flying Spur van HJ Mulliner

## Productieaantallen
- Bentley S1:
  - 4-deurs sedan (1955-1959): 3072
  - 4-deurs sedan met verlengde wielbasis (1957-1959): 35[2]
- Bentley S1 Continental:
  - 2-deurs sedan, 4-deurs "Flying Spur" sedan en 2-deurs drophead coupé (1955-1959): 431[2]